# Patraix

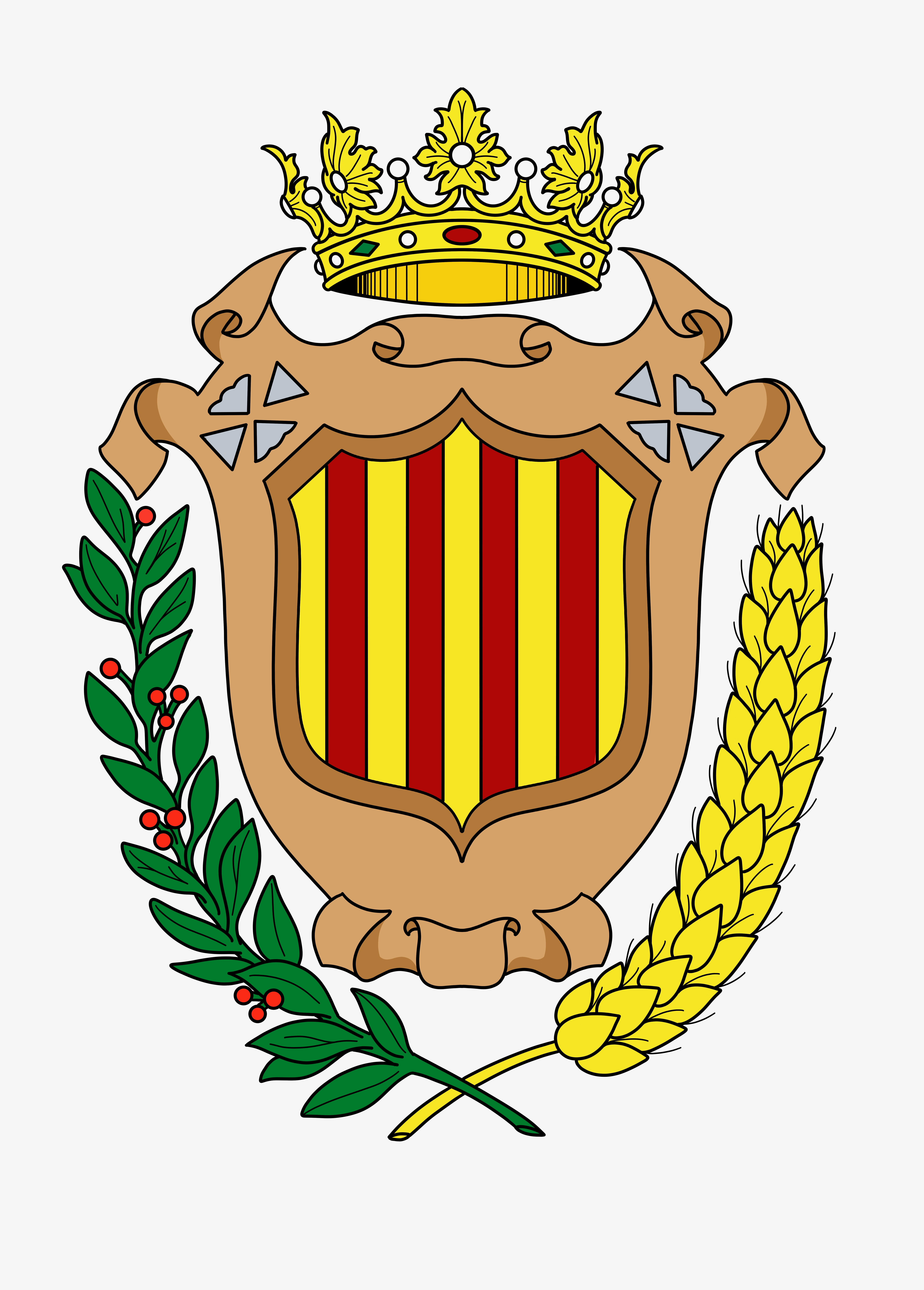
Interpretació artística de l'antic escut municipal de Patraix a partir dels segells conservats en l'Arxiu Municipal de València. Creació artística a càrrec d'Óscar Hernández Suárez.

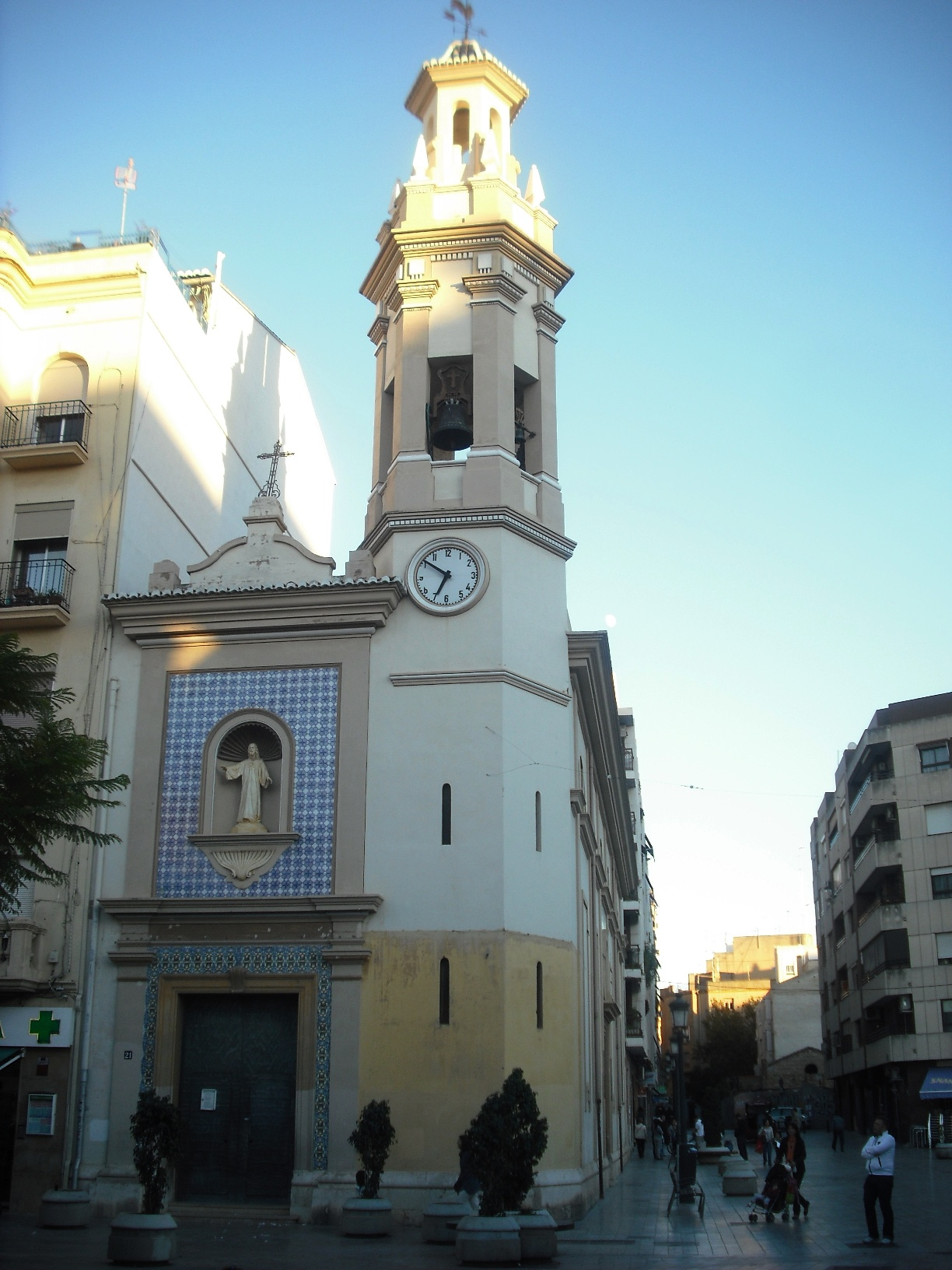
Església del cor de Jesús de Patraix

Patraix és el districte 8 i també un barri de la ciutat de València, que inclou, a més de Patraix, els barris de Sant Isidre, Vara de Quart, Safranar i Favara.
Limita pel nord amb el districte de l'Olivereta, al sud amb els districtes de Jesús i Pobles del Sud, a l'est amb Extramurs i a l'oest amb el municipi de Xirivella.
Va ser un poble independent fins a l'any 1870, moment en què es va annexionar a la ciutat de València a petició pròpia de l'Ajuntament de Patraix d'aquella època.

## Història[1]
Els vestigis més antics i indicis d'un possible Patraix romà ens remeten a dues làpides amb inscripcions, potser extretes d'alguna vila romana. El mateix nom del barri remet a un ètim llatí, ja que segons Carme Barceló Patraix prové de PETRARIOS, és a dir, «el lloc on hi ha pedres o el pedreguer». A partir d'aquesta paraula llatina, l'àrab hauria continuat l'evolució a les formes antigues Petrayr i Patrayr. Segons la documentació, en època àrab es donava l'existència de dos patraixs, el de dalt (Patraix el de dalt o al-fawqiyya i Patraix el de baix o al-safliyya). Aquesta existència de dos llogarets, probablement dues alqueries, hauria provocat l'afegiment d'una -s final que hauria donat la forma Patrayrs, antecedent immediat del topònim actual.
Després de la conquesta cristiana i del repartiment, el lloc va ser donat als Escrivà en forma de senyoriu. A partir d'eixe moment, Patraix va ser venut als Càrdenas. El poble es va vore implicat en les epidèmies de pesta de 1647, durant les quals hi allotjà un hospital, i tingué un paper rellevant en la revolta camperola de 1663, quan alguns dels llauradors del lloc de Patraix s'alçaren en armes contra la ciutat.
Patraix fou poble independent fins a l'any 1870, quan les dificultats econòmiques del municipi, derivades de la seua escassa capacitat recaptatòria, aconsellaren que s'iniciara l'annexió del terme a la ciutat de València. En el moment de produir-se aquesta incorporació, i segons consta en el cens de 1870, la població comptava amb unes setanta cases i unes 426 persones, la majoria dedicades a l'agricultura de l'horta immediata. El pas de la industrialització pel poble deixà importants edificis com la fàbrica sedera de La Battifora, primera a emprar el motor de vapor en tot el País Valencià.
Ja en el segle XX tingueren lloc al barri diverses vagues d'obrers, especialment del ram del vidre. És destacable el fet que es fundara a Patraix la Federació Anarquista Ibèrica (FAI). El barri, durant els anys de la guerra, va veure caure com a mínim dues bombes que deixaren diversos morts, i comptà amb un refugi antiaeri a l'actual carrer de L'Alcúdia. El temple parroquial, que patí un incendi l'any 1936, fou restaurat durant la postguerra.
Malgrat que la ciutat s'ha acabat engolint la trama urbana de l'antic poble de Patraix i que els seus antics límits urbans han quedat desdibuixats, encara a dia de hui l'antic poble conserva la seua església parroquial, part del seu antic centre històric format per cases i alqueries d'origen medieval i alguns dels carrers que conformaven el seu antic plànol.
Entre el patrimoni del barri destaca l'antic Convent de Jesús fundat el segle xv, que va ser seu del manicomi provincial de València entre 1867 i 1993.

## Població
El districte de Patraix tenia 58.401 habitants el 2007, dividits entre cinc barris:
- Patraix: 25.429.
- Sant Isidre: 10.002.
- Vara de Quart: 10.916.
- Safranar: 8.641.
- Favara: 3.413.

## Personatges il·lustres
- Nicasi Benlloch i Giner, metge.
- Joan Baptista Burguet, poeta i autor teatral.
- Joan Benlloch i Vivó, cardenal, bisbe d'Urgell i copríncep d'Andorra.
- Carlos Belloch Martínez (El Puma), músic del grup de rock/indie Eolic.